# Nazionale maschile under 15 di baseball della Svezia
La nazionale maschile under 15 di baseball svedese rappresenta la Svezia nelle competizioni internazionali di età non superiore ai quindici anni.

## Piazzamenti

### Europei
- 1985 :  3°